# Plectropsyche
Plectropsyche är ett släkte av nattsländor. Plectropsyche ingår i familjen ryssjenattsländor.
Kladogram enligt Catalogue of Life:
| Plectropsyche | \| \| Plectropsyche hoogstraali \| \| \| \| \| \| Plectropsyche pitella \| \| \| \| |
|               | \| \| Plectropsyche hoogstraali \| \| \| \| \| \| Plectropsyche pitella \| \| \| \| |
|               | Plectropsyche hoogstraali                                                           |
|               |                                                                                     |
|               | Plectropsyche pitella                                                               |
|               |                                                                                     |